# Eschen-Zwieselmotte
Die Eschen-Zwieselmotte (Prays fraxinella) ist ein Schmetterling (Nachtfalter) aus der Familie der Gespinst- und Knospenmotten (Yponomeutidae).

## Merkmale
Die Falter erreichen eine Flügelspannweite von 14 bis 18 Millimetern.

### Synonyme
- Tinea fraxinella Bjerkander, 1784[1]
- Prays curtisellus Donovan, 1793[2]

## Flugzeit
Die Art bildet zwei Generationen im Jahr, die Imagines fliegen von Mai bis Juni und im August. Die Falter der zweiten Generation sind dunkel gefärbt.

## Lebensweise
Die jungen Raupen der ersten Generation leben minierend an den Blättern der Gemeinen Esche (Fraxinus excelsior). Die Larven der zweiten Generation fressen nach Blattabfall an den Endknospen weiter und wandern nach einem Blattaustrieb wieder in die Blätter zurück. Die Terminalknospe wird leicht umsponnen und völlig ausgehöhlt. Durch den Ausfall der Endknospe kommt es zur sogenannten Zwieselbildung an der Gemeinen Esche.

## Schädling
Prays faxinellus verursacht unter allen an der Gemeinen Esche lebenden Insektenarten wohl den meisten wirtschaftlichen Schaden.